# Camp de Higgs
El camp de Higgs és un camp quàntic proposat pels físics de partícules. La seva interacció associada explicaria el fet que algunes partícules elementals tinguin massa.
Quan una partícula travessa el camp de Higgs, rep per part d'aquest una resistència o altra que, depenent de la resistència amb què la partícula s'hagi trobat, determina quina massa té. Un exemple habitual que es pot aplicar als funcionaments d'aquesta teoria és el cas dels fotons, que no tenen massa. Això es deu al fet que aquestes partícules de radiacions electromagnètiques no reben cap resistència del camp de Higgs i, per tant, no tenen pes.